# Pieve di Sant'Andrea (Iseo)
La Pieve di sant'Andrea a Iseo è un edificio di culto cattolico fondato, secondo la tradizione, dal vescovo di Brescia Vigilio tra la fine del V e l'inizio del VI secolo.

## Storia e descrizione
Il paese di Iseo prende forse il nome dal tempio di Ercole e Iside che era presente sul territorio e da cui potrebbero risalire alcuni lacerti presenti sulla facciata dell'edificio, da cui si rileva una fondazione risalente all'epoca romana. Sembra che la pieve sia stata poi voluta dal vescovo di Brescia Vigilio nel V secolo.
La chiesa fu poi edificata nell'XI secolo con ampliamenti successivi fino al secolo quattordicesimo. 

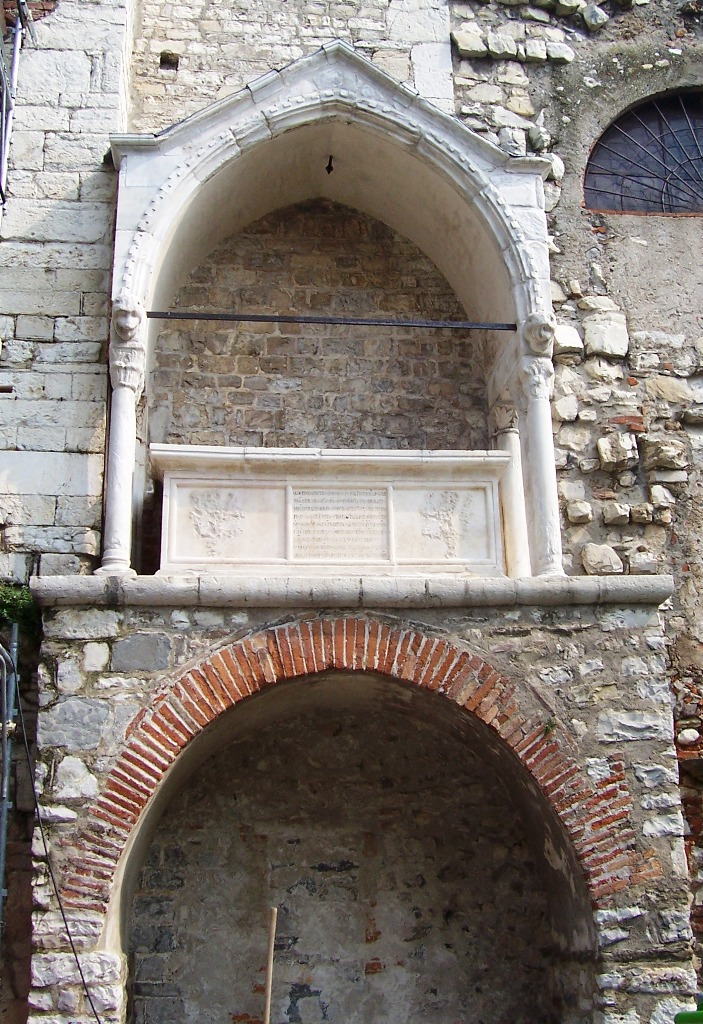
Il cenotafio di Giacomo Oldofredi a Iseo

L'impianto architettonico è caratterizzato da un campanile al centro della facciata contenente un piccolo oratorio.
A destra del campanile nell'Ottocento fu murata l'arca funeraria di Giacomo III Oldofredi, che era stato podestà di Milano, condottiero al servizio di Galeazzo Visconti, e autore delle mura cittadine. 

Il cenotafio riporta la scritta:
ingens Iacubus cuius in funere sensit mundus letale iaculum. 

Imperii zelator igneus. Rector clarissimus celsarum urbium. 

Prudens fuit in armis strenuus plus quam pater suorum omnium. 

Hic Yseum muris circumdedit Bosinarum arcem fortissimam 

cum divi crucifixi castello condidit inde turrim eminentissimam. 

Hunc sub anno MCCCXXV novembris X 

VIII lex omnipotentis mortis tulit ausu sevissimo. 

quell'insigne specchio di virtù che fu Giacomo, della cui morte ne risentì la terra letale. 
 
Focoso fautore dell'impero. Rettore chiarissimo di eccelse città. 

Prudente nelle armi, valoroso più che padre di tutti i suoi. 
 
Lui circondò Iseo di mura, fondò la forte rocca di Bosine 
 
con il castello del Crocifisso, e poi un'eminentissima torre. 
 
Costui nell'anno 1325 novembre 18 
 
la legge della morte onnipotente prese con crudele violenza. 
 
Prega o lettore il supremo principe affinché punisca questo suo milite»
(Iscrizione sul monumento funebre (trascrizione: P. Fulgenzio da Iseo, Monimenti historiali dell'antico, e nobile castello d'Iseo, 1685, p. 148)
Nel 1826-40 l'architetto bresciano Rodolfo Vantini rinnovò gli interni dell'edificio.
All'interno, tra le opere principali, sono presenti un olio su tela di Francesco Hayez, raffigurante "San Michele Arcangelo che caccia Lucifero dal Paradiso" (1839), due affreschi di Francesco Inganni ("Crocifissione di s. Andrea" e "Predicazione di s. Andrea"), e la statua di San Vigilio, opera dello scultore bresciano Giovanni Franceschetti. L'affresco dietro l'altare principale è una "Ultima cena" di Ponziano Loverini e Francesco Domenighini, dipinta nel 1913, e sovrastata, nel catino absidale, da una "Ascensione" di Giuseppe Teosa.
Nella stessa piazza si trovano la chiesa di San Giovanni Battista e l'ex Oratorio dei Disciplinati di Bergamo.

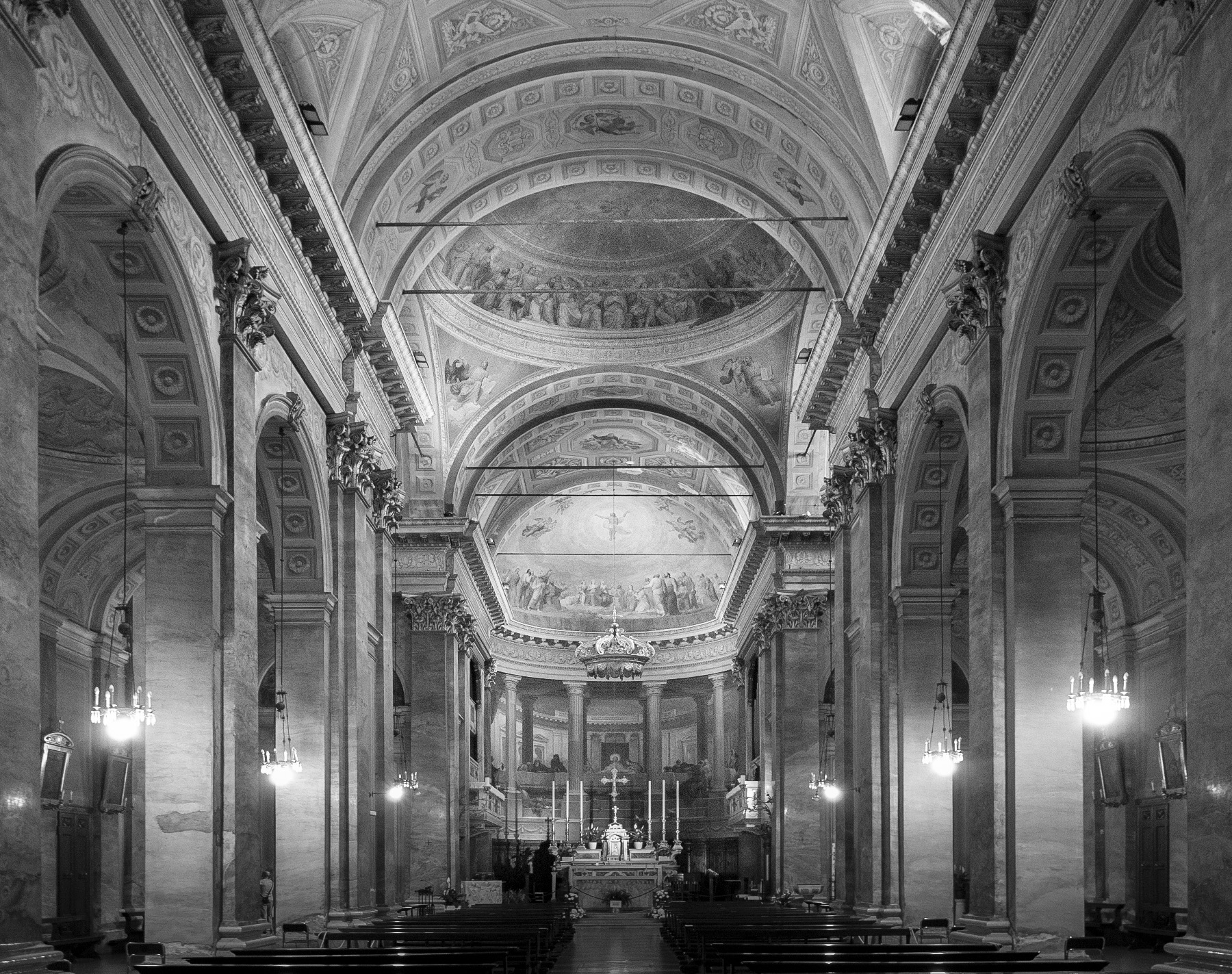
Interno neoclassico
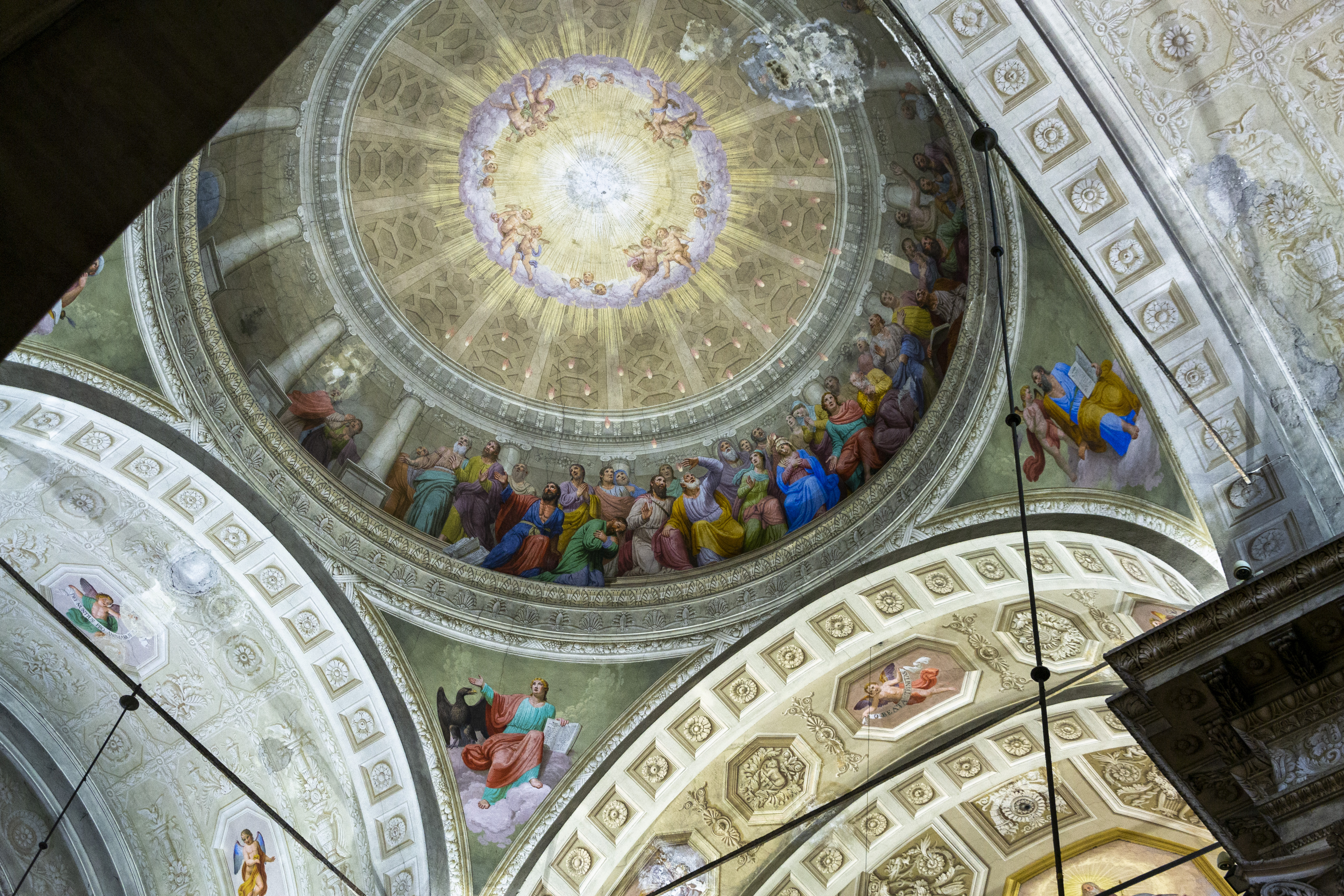
Cupola
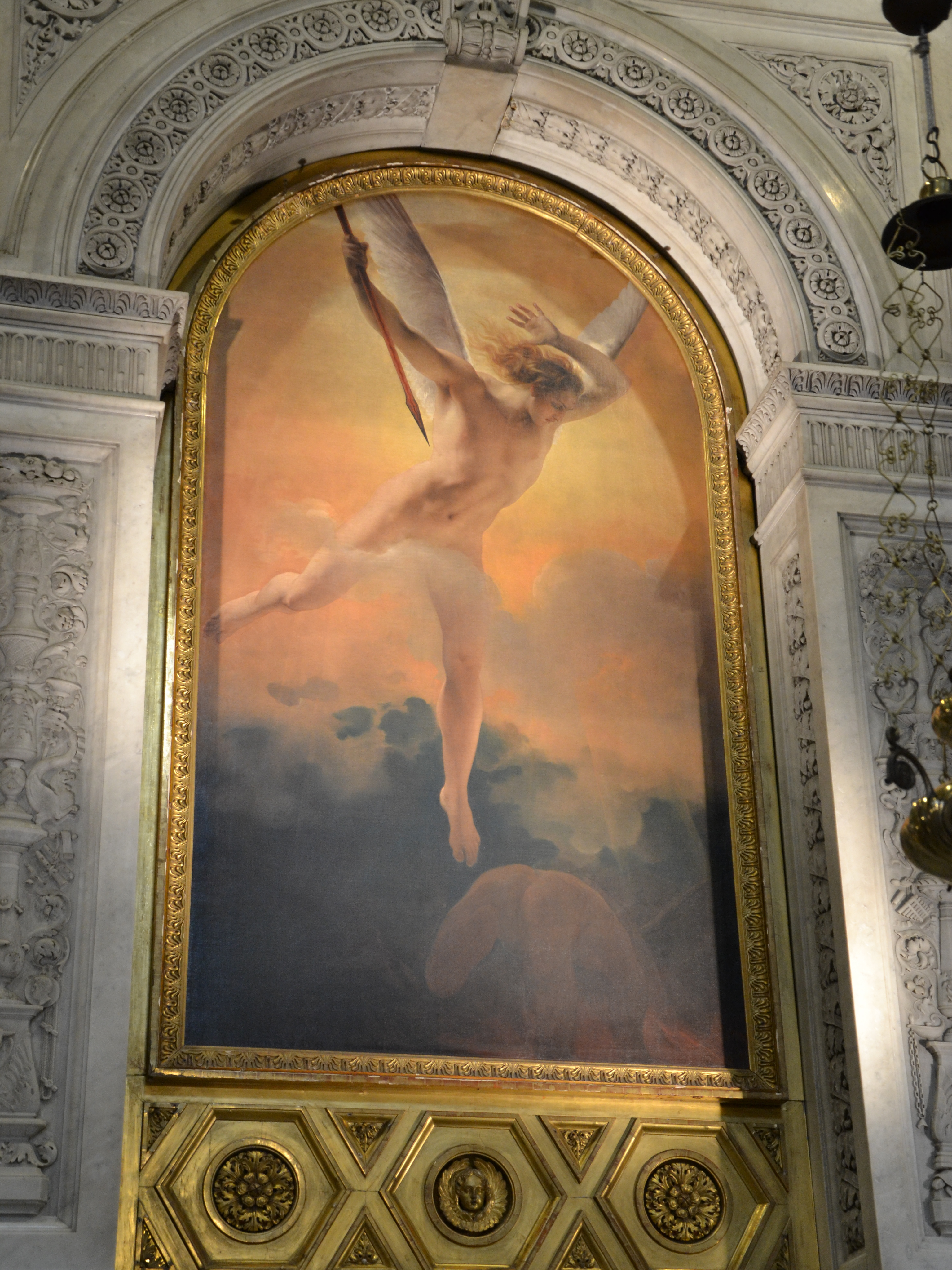
Francesco Hayez, San Michele